# 桦林镇 (武山县)
桦林镇，是中华人民共和国甘肃省天水市武山县下辖的一个乡镇级行政单位。
2015年10月9日，甘肃省民政厅批复同意撤销桦林乡，设立桦林镇。

## 行政区划
桦林镇下辖以下地区：
赵坪村、兰沟村、谢坡村、上沟村、郝山村、陈咀村、天衢村、牛庄村、孙堡村、高崖村、马滩村、鲍湾村、朱湾村、高河村、包门村、寨子村和柒坪村。